# Alto Najerilla
Die Comarca Alto Najerilla ist eine der zwölf Comarcas in der autonomen Gemeinschaft La Rioja.
Die im Südwesten gelegene Comarca umfasst 17 Gemeinden auf einer Fläche von 720,45 km².

## Gemeinden
| Gemeinde                 | Einwohner (2024) | Fläche km² | Dichte Einw./km² | Cod INE | Postleitzahl |
| ------------------------ | ---------------- | ---------- | ---------------- | ------- | ------------ |
| Anguiano                 | 488              | 90,89      | 5                | 26014   | 26322        |
| Baños de Río Tobía       | 1.605            | 17,59      | 91               | 26026   | 26320        |
| Berceo                   | 138              | 15,27      | 9                | 26027   | 26327        |
| Brieva de Cameros        | 38               | 46,15      | 1                | 26032   | 26324        |
| Canales de la Sierra     | 82               | 54,44      | 2                | 26038   | 26326        |
| Estollo                  | 86               | 16,14      | 5                | 26060   | 26328        |
| Ledesma de la Cogolla    | 16               | 12,13      | 1                | 26086   | 26321        |
| Mansilla de la Sierra    | 61               | 84,76      | 1                | 26093   | 26329        |
| Matute                   | 88               | 25,65      | 3                | 26095   | 26321        |
| Pedroso                  | 90               | 19,29      | 5                | 26114   | 26321        |
| San Millán de la Cogolla | 215              | 31,19      | 7                | 26130   | 26326        |
| Tobía                    | 45               | 34,94      | 1                | 26149   | 26321        |
| Ventrosa                 | 51               | 72,93      | 1                | 26164   | 26325        |
| Villavelayo              | 41               | 89,07      | 0                | 26175   | 26329        |
| Villaverde de Rioja      | 75               | 5,87       | 13               | 26176   | 26321        |
| Viniegra de Abajo        | 75               | 65,68      | 1                | 26178   | 26329        |
| Viniegra de Arriba       | 40               | 38,46      | 1                | 26179   | 26325        |
| Comarca Alto Najerilla   | 3.234            | 720,45     | 4                | –       | –            |

1. ↑  Instituto Nacional de Estadística Municipal Register of Spain